# 圣加仑大学
圣加仑大学（德語：Universität St. Gallen，简称HSG，源于其前德文校名Handels-Hochschule St. Gallen的缩写），是一所位于瑞士東部德语区圣加仑市的研究型大学，建立于1898年，尤以金融、工商管理见长。

## 机构设置
圣加仑大学有六所学校，分别是管理学院、人文社会科学学院、法学院、金融学院、经济与政治学院和计算机学院。 主要学科包括工商管理、金融、经济学、法学和国际关系学。设有经济与金融、计算机科学、法学、组织研究和文化理论、管理学、国际事务和政治经济学博士学位。

## 国际声誉
圣加仑大学拥有瑞士规模最大的工商管理教师队伍。 根据英国金融时报的商学院2016年排名，圣加仑大学在全球管理硕士排名第一。自从2000年起，金融时报将圣加仑大学的战略与国际管理硕士项目（Master in Strategy and International Management，SIM） 排在全球第1，并于2014年将其银行与金融硕士项目（Master's program in Banking and Finance，MBF）排名全球第6。
圣加仑大学是CEMS和国际事务专业学院协会（APSIA）的成员之一。它也获得了EQUIS和AACSB的商学院认证。
在德语区以精英教育而闻名，被誉为欧洲的哈佛大学。

## 活动
圣加仑大学每年舉辦聖加侖研討會 (St. Gallen Symposium)，全球過千名頂尖學者都會雲集。每年舉辦的St. Gallen Business Game是世界上重要的學生商業個案分析比賽，吸引全球不少商科學生參加。

## 校友
该校歷來有不少歐洲皇室成員入讀，也是不少世界級投資銀行家的搖籃。不少圣加仑大学的校友都曾出任瑞銀集團、瑞信集團等國際頂尖投資銀行的行政總裁及高層人員。